# Cartas del parque
Cartas del parque é um filme de drama cubano de 1988 dirigido e escrito por Tomás Gutiérrez Alea. Foi selecionado como representante de Cuba à edição do Oscar 1989, organizada pela Academia de Artes e Ciências Cinematográficas.

## Elenco
- Víctor Laplace
- Ivonne López Arenal
- Miguel Paneke
- Mirta Ibarra
- Adolfo Llauradó
- Elio Mesa